# Jordi Tarrés Páramo
Jordi Tarrés Páramo (Barcellona, 16 marzo 1981) è un allenatore di calcio ed ex calciatore spagnolo naturalizzato hongkonghese, di ruolo attaccante.

## Carriera

### Club
Ha giocato tra la terza e la quarta divisione spagnola e nella massima serie hongkonghese.

### Nazionale
Tra il 2017 e il 2018 ha giocato 5 partite con la nazionale hongkonghese, realizzandovi anche due reti.

## Statistiche

### Cronologia presenze e reti in nazionale
| Cronologia completa delle presenze e delle reti in nazionale ― Bangladesh | Cronologia completa delle presenze e delle reti in nazionale ― Bangladesh | Cronologia completa delle presenze e delle reti in nazionale ― Bangladesh | Cronologia completa delle presenze e delle reti in nazionale ― Bangladesh | Cronologia completa delle presenze e delle reti in nazionale ― Bangladesh | Cronologia completa delle presenze e delle reti in nazionale ― Bangladesh | Cronologia completa delle presenze e delle reti in nazionale ― Bangladesh | Cronologia completa delle presenze e delle reti in nazionale ― Bangladesh |
| Data                                                                      | Città                                                                     | In casa                                                                   | Risultato                                                                 | Ospiti                                                                    | Competizione                                                              | Reti                                                                      | Note                                                                      |
| ------------------------------------------------------------------------- | ------------------------------------------------------------------------- | ------------------------------------------------------------------------- | ------------------------------------------------------------------------- | ------------------------------------------------------------------------- | ------------------------------------------------------------------------- | ------------------------------------------------------------------------- | ------------------------------------------------------------------------- |
| 5-10-2017                                                                 | Hong Kong                                                                 | Hong Kong                                                                 | 4 – 0                                                                     | Laos                                                                      | Amichevole                                                                | 1                                                                         | 46’                                                                       |
| 10-10-2017                                                                | Hong Kong                                                                 | Hong Kong                                                                 | 2 – 0                                                                     | Malaysia                                                                  | Qual. Coppa d'Asia 2019                                                   | 1                                                                         | 70’                                                                       |
| 9-11-2017                                                                 | Hong Kong                                                                 | Hong Kong                                                                 | 0 – 2                                                                     | Bahrein                                                                   | Amichevole                                                                | -                                                                         | 61’                                                                       |
| 14-11-2017                                                                | Hong Kong                                                                 | Hong Kong                                                                 | 0 – 1                                                                     | Libano                                                                    | Qual. Coppa d'Asia 2019                                                   | -                                                                         |                                                                           |
| 27-3-2018                                                                 | Pyongyang                                                                 | Corea del Nord                                                            | 2 – 0                                                                     | Hong Kong                                                                 | Qual. Coppa d'Asia 2019                                                   | -                                                                         |                                                                           |
| Totale                                                                    |                                                                           | Presenze                                                                  | 5                                                                         |                                                                           | Reti                                                                      | 2                                                                         |                                                                           |

## Palmarès

### Club

#### Competizioni nazionali
- Hong Kong Premier League: 6

Kitchee: 2010-2011, 2011-2012, 2013-2014, 2014-2015, 2016-2017, 2017-2018
- Hong Kong Football Association Cup: 1

Kitchee: 2011-2012
- Hong Kong League Cup: 3

Kitchee: 2011-2012, 2014-2015, 2015-2016
- Hong Kong Sapling Cup: 1

Kitchee: 2017-2018